# Raid israélien de janvier 2023 à Jénine
Le raid israélien de 2023 à Jénine, est une opération effectuée par l'Armée israélienne dans la ville palestinienne de Jénine le 26 janvier 2023, faisant 9 morts, dont une femme âgée,. Le raid porte le nombre de Palestiniens tués en Cisjordanie à 29 jusqu'à présent cette année.
Les affrontements entre militants palestiniens et soldats israéliens sont fréquents à Jénine. Mais d'après Al-Jazeera, il s’agit d’« une des journées les plus meurtrières dans la Cisjordanie occupée depuis qu’Israël a intensifié ses raids au début de l’année dernière ». Le ministre de la Santé palestinien a, outre les neuf Palestiniens décédés, dénombré « vingt autres personnes blessées par des tirs à balles réelles ». L'armée israélienne mène des opérations presque tous les jours en Cisjordanie et plus particulièrement dans les secteurs de Jénine et de Naplouse, où sont présentes des factions palestiniennes armées.
Israël ne contredit par le bilan humain du 26 janvier à Jénine, et présente son action comme une opération contre des activistes islamistes dans le camp de réfugiés de la ville. Tsahal déclare qu'une « escouade terroriste » du Jihad islamique devait être appréhendée mais que « l'escouade terroriste a ouvert le feu en direction des forces de sécurité israéliennes ». Selon des sources israéliennes, le Jihad islamique préparait une attaque contre Israël.
"Parmi les martyrs du jour, il n’y a pas que des combattants armés, déplore Mohammad Sabbagh, le président du comité populaire du camp de réfugiés. « Il y a aussi des enfants et une femme âgée ». La BBC rapporte la mort d'une femme de 61 ans dans le raid. 
D'après les Nations unies, le bilan des morts pendant l'opération sur Jénine est le plus élevé comptabilisé depuis le début des recensements des victimes du conflit israélo-palestinien à partir de 2005. Et, selon Le Temps, il s'agit de la séquence la plus meurtrière depuis la montée de violence en août 2022 entre l’armée israélienne et le Jihad islamique à Gaza, pendant laquelle 49 Palestiniens au moins sont décédés en trois jours, un bilan comportant également des civils dont des enfants.
À la suite des événements de Jénine en Cisjordanie, des tirs de roquettes attribués au petit territoire de Gaza ont été effectués vers Israël, qui a alors riposté, menant des frappes nocturnes contre des infrastructures du Hamas, tenu pour responsable des tirs en provenance de Gaza.

## Contexte
Les raids israéliens en Cisjordanie se sont intensifiés depuis 2022. Cette année fut la plus meurtrière pour les Palestiniens depuis la fin de la deuxième Intifada en 2005, avec au moins 220 personnes tuées dans des attaques israéliennes, dont 48 enfants. 
Le gouvernement israélien a accéléré la colonisation des territoires palestiniens occupés, approuvant début 2023 la construction de 5 000 nouveaux logements pour les colons.

## Réactions
L'Autorité palestinienne a exprimé sa condamnation du massacre et a appelé à une intervention internationale urgente.
L'Autorité palestinienne a décidé de rompre la coopération sécuritaire avec Israël, pour la première fois depuis 2020. Les États-Unis ont déclaré le regretter, estimant « très important que les parties maintiennent voire approfondissent leur coordination sécuritaire », et ont annoncé la venue d'Antony Blinken en Israël et Cisjordanie, affirmant qu'il existe une « nécessité urgente de prendre des mesures de désescalade ». Antony Blinken, dont la venue au Moyen-Orient était prévue de longue date, a commencé par se rendre en Egypte, premier pays à avoir fait la paix avec Israël en 1979 et qui reçoit aussi bien les dirigeants israéliens que les dirigeants palestiniens. Puis Antony Blinken a rencontré les dirigeants des deux camps en conflit, plaidant en faveur d'un arrêt des violences de part et d'autre et une solution à deux États, israélien et palestinien. Il a cité comme politique israélienne notamment l'expansion des colonies et déploré « un horizon d'espoir qui se rétrécit pour les Palestiniens », appelant à ce que cela change,.
Le député israélien Almog Cohen, élu du parti Force juive, se réjouit sur les réseaux sociaux du raid et appelle les soldats israéliens à « continuez à les tuer ».

## Suites
Tsahal conduit un nouveau raid contre Jénine les 3 et 4 juillet 2023, causant au moins une dizaine de morts, des centaines de blessés et plusieurs milliers de déplacés.